# Hans Hetzel (Politiker)
Hans Hetzel (* 13. Oktober 1870 in Klopfhof bei Bartenstein; † 24. Juni 1949 in Nürnberg) war ein deutscher Politiker (Wirtschaftspartei).

## Leben und Wirken
Hetzel besuchte von 1877 bis 1885 die Volksschule. Danach absolvierte er eine Schmiedelehre und war bis 1889 in der Landwirtschaft tätig. Von 1889 bis 1898 bereiste Hetzel auf deutschen und englischen Schiffen Europa, Brasilien, die Westküste von Südamerika, Mexiko, Nordamerika und Afrika. Später ließ er sich in Nürnberg nieder. 1901 gründete er dort ein Kolonialwaren-, Holz- und Kohlengeschäft. 
In späteren Jahren war Hetzel wirtschaftspolitisch tätig und gründete mehrere Kleinhandelsorganisationen. So war er unter anderem auch Mitbegründer des Süddeutschen Kohlenhändlerverbandes. 1912 trat er in die Mittelstandsbewegung ein. Für diese übernahm Hetzel die Geschäftsführung der Mittelstandszeitung, eines monatlichen Periodikums, dessen Auflage schließlich 10.000 Exemplare erreichte. 1924 wurde die Mittelstandszeitung in eine Tageszeitung umgewandelt und in Nürnberger Bürgerzeitung umbenannt. Hetzel blieb weiterhin Geschäftsführer.
1922 wurde Hetzel Mitglied des Stadtrates von Nürnberg. Im gleichen Jahr gründete er mit vierzehn kleinen Fuhrunternehmern eine Transportgesellschaft mit amtlicher Güterbestätterei. Diese wurde im November 1922 in eine Aktiengesellschaft unter dem Namen Bayerische Transport- und Lagerhaus A.G., Amtliche Güterbestätterei Nürnberg-Südbahnhof umgewandelt. Hetzel, der seit 1924 auch noch ein Fabrikationsgeschäft betrieb, saß fortan im Aufsichtsrat dieser Gesellschaft.
Als Mitglied der Reichspartei des deutschen Mittelstandes (Wirtschaftspartei) wurde Hetzel 1924 in den Reichstag gewählt, dem er zunächst von Mai bis Dezember 1924 angehörte. Bei den Wahlen vom Dezember 1924 scheiterte er mit seiner Kandidatur. Dafür konnte er im Mai 1928 auf dem Reichswahlvorschlag seiner Partei ins Parlament zurückkehren, dem er diesmal bis zum September 1930 angehörte.